# Мелвилл (полуостров, Канада)
Ме́лвилл (англ. Melville Peninsula) — полуостров на севере Канады.

## География
Полуостров Мелвилл расположен между заливом Фокс на востоке и заливом Коммитти (южная часть залива Бутия) на западе. Полуостров Мелвилл является самым крупным полуостровом Канадской Арктики, с 1999 года входит в состав региона Кикиктани территории Нунавут, до этого входил в округ Франклин Северо-Западных территорий. Высота до 564 (до 558) м. Площадь 62564 км². Длина полуострова около 400 км, ширина от 113 до 217 км.
Пролив Фьюри-энд-Хекла отделяет полуостров от острова Баффинова Земля на севере, пролив Фрозен-Стрейт — от острова Саутгемптон. В южной части залива Коммитти близ западного берега полуострова лежит остров Уэйлс, между южным берегом полуострова и островом Саутгемптон лежит остров Ванситтарт.
Полуостров состоит из двух отчётливых физиографический районов, большая часть — сильно рассечённые плато, несколько повышающиеся к западу (горы Принс-Альберт) и северо-восточная часть полуострова — узкие прибрежные равнины, сложенные известняком. Речные потоки стекают с холмов в радиальных направлениях, несколько наиболее крупных текут с запада на восток и впадают в залив Фокс. Большое озеро Холл (520 км²) расположено у северо-восточного побережья полуострова, а в южной части полуострова много соединяющихся между собою озёр.
Узкий залив Лайон глубоко врезается в сушу на юго-востоке, доходя до середины полуострова, широкий залив Репалс-Бей расположен ещё южнее. Узкий перешеек, соединяющий полуостров с материком носит название перешейка Рэя и назван в честь известного полярного исследователя Джона Рэя. Растительность — в основном мохово-лишайниковая тундра. На южном берегу полуострова находится небольшой инуитский посёлок Репалс-Бей, на восточном берегу — Холл-Бич. Эти места уже давно были заселены инуитами благодаря обилию морских млекопитающих, служивших объектом охоты.